# Гумцы
Гума (русская версия — гумцы) — один из субэтносов абхазов, в прошлом немногочисленное абхазское племя, отличавшееся воинственностью.

## Общие сведения
Наименование — от названия реки Гумста (современное название Гумиста).
До начала их мухаджирства, то есть до 1877 года, племя Гума проживало на территории современного Сухумского района (бассейн реки Гумсты) и в горах выше, фактически между реками Щиквара и Кодор.
Подавляющее большинство гумцев в настоящее время проживают за пределами Абхазии, говорят на своём диалекте абхазского языка (соответственно, «гумском»).
В адыго-абхазской диаспоре, проживающей в Турции, гумцев относят к подгруппе «апсуа», туда же относятся абжуйцы, абжаквинцы, цабальцы, садзы, цвиджы, псхувцы и ахчипсы. Все они говорят на близких между собой диалектах абхазского языка и имеют единое самосознание.